# В начале славных дел
«В нача́ле сла́вных дел» — художественный фильм, вторая часть исторической дилогии, снятой в 1980 году режиссёром Сергеем Герасимовым на основе исторического романа «Пётр I» (1945) советского писателя А. Н. Толстого. Продолжение фильма «Юность Петра» (1980).

## Сюжет
В конце XVII века Россия терпела огромные убытки в торговле, так как не имела выхода к морю. Юный царь Пётр I начинает строительство в Воронеже русского флота и берёт крепость Азов. В это время в среде бояр зреет недовольство правлением молодого монарха.

## В ролях
- Дмитрий Золотухин — Пётр I
- Тамара Макарова — Наталья Кирилловна, мать Петра
- Наталья Бондарчук — царевна Софья
- Николай Ерёменко-младший — Меншиков
- Михаил Ножкин — князь Борис Алексеич Голицын
- Олег Стриженов — князь Василий Васильевич Голицын
- Петер Ройсе[нем.] — Франц Лефорт
- Ульрика Кунце — Анна Монс
- Эдуард Бочаров — купец Иван Артемьич Бровкин
- Любовь Полехина — Санька Бровкина
- Любовь Германова — Евдокия Лопухина
- Анатолий Баранцев — Никита Зотов
- Михаил Зимин — князь Роман Борисович Буйносов
- Борис Бачурин — Василий Волков
- Роман Филиппов — князь Фёдор Юрьевич Ромодановский
- Юрий Мороз — Алёша Бровкин
- Владимир Кашпур — Овдоким
- Александр Белявский — Лев Кириллович Нарышкин
- Виктор Шульгин — патриарх Иоаким[1]
- Николай Гринько — старец Нектарий
- Роман Хомятов — Головин
- Евгений Марков — Прокофий Возницын
- Хельмут Шрайбер — Гордон (озвучивает Хайнц Браун)
- Бодо Вольф[2] — Кёнигсек
- Александра Матвеева — княгиня Авдотья Никитична Буйносова
- Екатерина Васильева — Антонида Буйносова
- Марина Левтова — Ольга Буйносова
- Леонид Реутов — стрелец Никита Гладкий
- Владимир Маренков — стрелец Овсей Ржев
- Борис Хмельницкий — стрелец Кузьма Чёрмный
- Иван Лапиков — кузнец Жемов
- Пётр Глебов — цыган
- Виталий Матвеев — Иуда
- Валерий Долженков — Иван, атаман
- Геннадий Фролов — Артамон Бровкин
- Муза Крепкогорская — Воробьиха
- Алексей Миронов — Стрешнев
- Фёдор Одиноков — сторож
- Артём Карапетян — Гассан-паша
- Александр Кириллов — Ондрюшка Голиков, иконописец
- Степан Крылов — исполняет две роли: один из «кумовьев» Ивана Бровкина / подслеповатый мужик в кабаке
- Николай Погодин — посадский
- Марина Голуб — Верка
- Владимир Фёдоров — шут
- Юрий Чернов — юродивый
- Владимир Липпарт — капитан
- Виктор Лазарев — эпизод
- Галина Левченко — монахиня (нет в титрах)
- Зоя Василькова — женщина с бубликами (нет в титрах)
- Дмитрий Орловский — эпизод
- Владислав Гостищев — возница обоза, который вёз чучело крокодила (нет в титрах)

## Съёмочная группа
- Режиссёр: Сергей Герасимов
- Сценарист: Сергей Герасимов, Юрий Кавтарадзе
- Оператор: Сергей Филиппов
Х. Хардт
- Композитор: Владимир Мартынов
- Директор картины: Аркадий Кушлянский

## Награды
- 1981 — 14 Всесоюзный кинофестиваль (Вильнюс) по разделу художественных фильмов: Специальный приз за масштабность воплощения историко-патриотической темы режиссёру Сергею Герасимову за фильмы «Юность Петра» и «В начале славных дел».[3]